# Holographis anisophylla
Holographis anisophylla är en akantusväxtart som beskrevs av T.F. Daniel. Holographis anisophylla ingår i släktet Holographis och familjen akantusväxter. Inga underarter finns listade i Catalogue of Life.